# Мамахуана

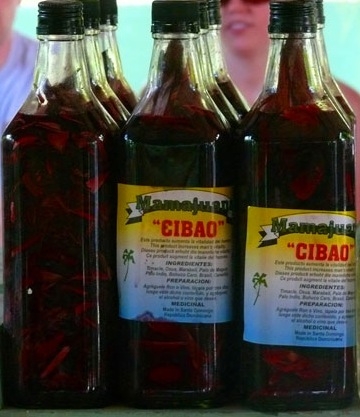
Мамахуана — алкогольний напій Домініканської республіки

Мамахуана — національна алкогольна настоянка в Домініканській республіці. До її складу входять різні компоненти рослинного походження: шматочки деревини, кори, листя, збір трав, спеції. Для її виготовлення використовуються ром, червоне вино та мед.
Один з рецептів приготування: Суміш засипається в скляну ємність, заливається червоним вином (без різниці солодким або сухим). Настоюється 5-7 днів у темному місці. Перший настій зливається, так як він дуже гіркий на смак (можна використовувати для прийняття ванни). На другий і наступні настої, придатні для пиття: 2 столові ложки меду, 70 % червоного вина та 30 % рому. Ром можна замінювати коньяком або віскі. За бажанням можна додавати різні спеції. Заливати суміш можна до 20 разів. Є думка, що можна заливати два роки, поки шматочки дерева не придбають вугільно-чорний колір.
Придбати Мамахуану можна як у вигляді сухого набору трав, кори і деревинок для самостійного виготовлення настоянки, так і у вигляді напою, готового до вживання. Першим заводом з виробництва готової до вживання Мамахуана в 2005 році став завод J&J Spirits, що виробляє Mamajuana Kalembu.
Мамахуану вживають або шотамі по 50 грам, або смакують з льодом. Готову до вживання Мамахуану часто додають в коктейлі, такі як Мохіто, Кампари, Бладі Мері, що надає їм оригінальну пряність. Також Мамахуану змішують з соками, такими як апельсиновий, ананасовий або соком маракуї (ісп. Chinola).